# Nyári Eszperantótanulás

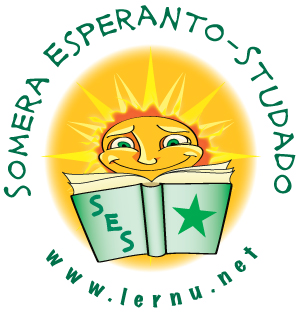
Nyári Eszperantótanulás

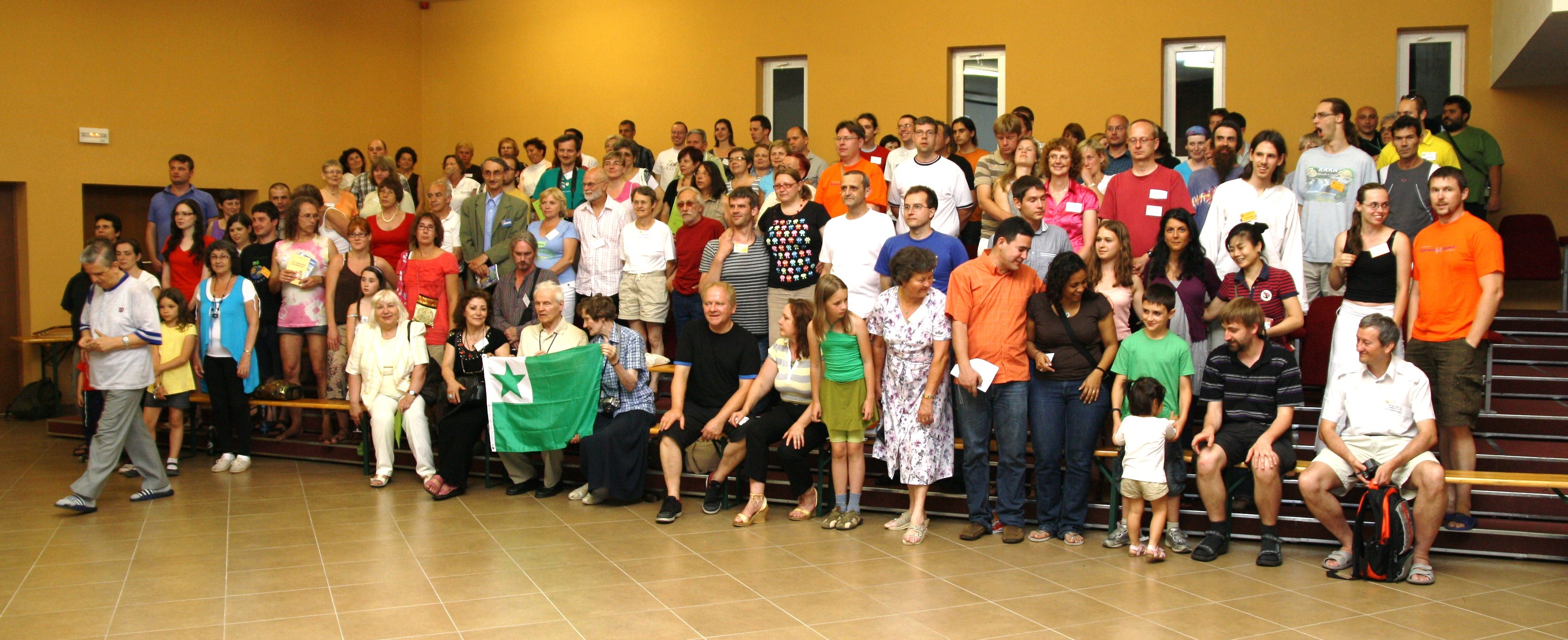
A résztvevők 2010-ben

A Nyári Eszperantótanulás (eszperantóul: Somera Esperanto-Studado, rövidítve SES) az eszperantó-tanulásnak szentelt legnagyobb – évenként Szlovákiában megrendezett – nemzetközi rendezvény. A rendezvény programjában szerepel eszperantónyelv-oktatás minden szinten, előadások és más nyelvek bemutatói, alkotó műhelyek, koncertek, kirándulások stb.
Sok résztvevő egyidejűleg a Lernu!, a legnagyobb ingyenes eszperantónyelv-oktató portál felhasználója is. A rendezvényt 2007 óta annak alapítója, az E@I nonprofit szervezet rendezi meg.
A rendezvény feletti védnökséget rendszerint az oktatásügyi miniszter és a szervező város polgármestere vállalja el. A 7. Nyári Eszperantótanulásra 2013. július 12. és 20. között került sor Turócszentmártonban. 27 országból 230 fő vett részt rajta.

## Eddigi rendezvények
| SES | év   | város                   | résztvevők |
| --- | ---- | ----------------------- | ---------- |
| 10. | 2015 | Turócszentmárton        | 190        |
| 9.  | 2014 | Koltisevo (Oroszország) | 87         |
| 8.  | 2014 | Nyitra                  | 248        |
| 7.  | 2013 | Turócszentmárton        | 230        |
| 6.  | 2012 | Nyitra                  | 250        |
| 5.  | 2011 | Nyitra                  | 191        |
| 4.  | 2010 | Pöstyén                 | 190        |
| 3.  | 2009 | Modra-Harmónia          | 90         |
| 2.  | 2008 | Modra-Harmónia          | 105        |
| 1.  | 2007 | Pribilina               | 50         |